# Manoir de Kergicquel
Le manoir de Kergicquel est un édifice situé à Neulliac en France.

## Localisation
Le manoir était situé sur le territoire de la commune de Neulliac, au lieu-dit Kergicquel, dans le département du Morbihan en région Bretagne.

## Description
Le manoir date du XVIIe siècle. Édifice à un étage carré construit en moellons de pierre de taille en  granite  et en schiste, toiture à longs pans couverte d'ardoises. Tour d'escalier : escalier demi-hors-œuvre ; escalier à vis sans jour, puits à boules.

## Historique
Le noyau du logis date probablement du XVIe siècle. Façade et tour du XVIIe siècle. Aile ouest du XVIIIe siècle, date de 1712. Décor intérieur date partiellement du début du XIXe siècle.
Le manoir est inscrit à l'inventaire général du patrimoine culturel en 1986.